# Tridens
Tridens és un gènere de plantes de la subfamília de les cloridòidies, família de les poàcies. És originari d'Amèrica del Nord.
Fou descrita per Johann Jakob Roemer i Josef (Joseph) August Schultes i publicada a Systema Vegetabilium  2: 34, 599. 1817.
Etimologia
El nom del gènere deriva de les paraules llatines tria (tres vegades) i dens (dent), referint-se als seus tres lemes dentats.

## Taxonomia
- Tridens albescens
- Tridens ambigua
- Tridens avenaceus
- Tridens brasiliensis
- Tridens buckleyanus
- Tridens capensis
- Tridens carolinianus[3]